# Elegia mucronata
Elegia mucronata är en gräsväxtart som först beskrevs av Christian Gottfried Daniel Nees von Esenbeck, och fick sitt nu gällande namn av Heinrich Gottlieb Ludwig Reichenbach och Carl Sigismund Kunth. Elegia mucronata ingår i släktet Elegia och familjen Restionaceae. Inga underarter finns listade i Catalogue of Life.